# バット・プラチャーチョン
バット・プラヂャムトゥワ・プラチャーチョン（タイ語 ： บัตรประจำตัวประชาชน ）もしくは、正式名称がバット・プラヂャムトゥワ・プラチャーチョン・タイ（タイ語 ： บัตรประจำตัวประชาชนไทย 、英語表記:Thai National ID Card）とは、タイ王国の国民識別番号などが記載された、身分証明カード。タイ王国内務省が発行しており、7歳以上のタイ王国民に携帯義務がある。
タイ国民の間では、バット・プラーチャーチョン（タイ語：บัตรประชาชน 、日本語訳：国民カード）と称されている。2003年以降の発行からICカード化され、2021年からはスマートフォンと連携するとカード不要となった。

## 概要
1909年に住民登録関連にて、タイ王国初の法律が制定され、1917年には対象をタイ全土に拡大した。1956年に住民管理法体系を整備した。1982年に内務省が設立され、番号付番と共に住民管理をデータベース化する計画も開始された。1983年制定の「改正国民身分証法」にて、15歳以上に常時携行が義務付け、有効期限は8年間とした。2011年より7歳以上に携帯義務年齢が引き下げられた。1985年9月19 日、中央登録局 (現在の登録管理局) が設立され、13桁の国民識別番号制度が導入された。
2003年以降の、新規交付および再交付に対して、プラスティック製のICカード型の物が交付されている。ICカードタイプは緑がかった水色のテレカサイズである。
2020年時点で、住民管理、健康保険、公教育、運転免許、銀行口座など官民の各種サービスに利用されている。